# Łajski
Łajski is een plaats in het Poolse district  Legionowski, woiwodschap Mazovië. De plaats maakt deel uit van de gemeente Wieliszew en telt 1100 inwoners.